# Jonathan Kosgei Kipkorir
Jonathan Kosgei Kipkorir (* 1982) ist ein kenianischer Marathonläufer.

## Leben
2006 gewann er den Venedig-Marathon und wurde jeweils Zweiter beim Xiamen- und beim Shanghai-Marathon. Im Jahr darauf wurde er Dritter beim Rom-Marathon und siegte erneut in Venedig.
2008 wurde er Fünfter in Rom und Vierter beim Amsterdam-Marathon, wo er mit 2:09:22 h erstmals unter der 2:10-Marke blieb. Trotz einer weiteren Steigerung auf 2:07:31 wurde er beim Paris-Marathon 2009 lediglich Siebter; im Herbst folgte ein fünfter Platz beim Eindhoven-Marathon.
2010 siegte er beim Beppu-Ōita-Marathon in 2:10:50.

## Persönliche Bestzeiten
- Halbmarathon: 1:00:19 h, 24. Februar 2008, Ostia
- Marathon: 2:07:31 h, 5. April 2009, Paris